# Claude Luter
Claude Luter, né le 23 juillet 1923 à Paris et mort le 6 octobre 2006 à Poissy (Yvelines), est un clarinettiste, saxophoniste soprano et chef d'orchestre de jazz français.

## Biographie

### Portrait par Boris Vian
Dans son Manuel de Saint-Germain-des-Prés, Boris Vian décrit ainsi le personnage sous forme de fiche d'identité : 

« Claude, Gérald, Georges, Luter, 26 ans, né à Paris, 1,84 m, châtain, 80 kg, pratique la clarinette depuis 1941 environ. Le plus connu en Europe des rénovateurs du style Nouvelle-Orléans. (…) C'est lui qui le premier lança une cave, Les Lorientais. (…). Il faut dire pour être sincère et objectif que les fillettes y venaient tout autant pour Claude et ses amis que pour la musique et la danse. »

 Car outre ses talents de musiciens, Claude Luter était un fort bel homme avec un physique de sportif, « et un amour immodéré du judo et du sport qui fait des anatomies appréciables. »

### Carrière
Dès 1946 Claude Luter joue à Paris au Caveau des Lorientais puis rapidement s'impose parmi les meilleurs jazzmen européens,.
Selon Boris Vian, la première consécration de Claude Luter est arrivée au début 1947 lorsqu'il apparaît dans un numéro de la revue America Jazz 47 aux côtés de Tyree Glenn, le trombone noir de l'orchestre de Don Redman. On le retrouve ensuite dans un grand nombre de festivals de jazz, notamment à la première édition du Nice Jazz Festival (1948), à Nice, où « la phalange des Lorientais brilla d'un vif éclat. »
En 1949, il fait l'ouverture du club Le Vieux Colombier. Son orchestre se compose alors de Pierre Dervaux (trompette), Bernard Zacharias dit Zaza (trombone), Christian Azzi (piano), Roland Bianchini (contrebasse) et François Galepides (batterie), mieux connu sous son surnom « Moustache ». Cette même année, il tourne dans Rendez-vous de juillet de Jacques Becker et il accompagne Sidney Bechet au cours du Festival de jazz de Paris de 1949, où Miles Davis et Charlie Parker se produisaient également à la salle Pleyel.
Avec Sidney Bechet, qu'il considère « comme celui qui lui a tout appris » il enregistre en studio  et en public pendant six années. Resté seul à la tête de son orchestre, il entame une série de tournées qui le conduisent en 1957 en Amérique du Sud et en 1962 en URSS à l'exposition française de Moscou. En 1959 on le retrouve au Slow-Club puis au Petit Journal.
Influencé à ses débuts par le « style viril » de Johnny Dodds caractérisé par une attaque vigoureuse avec un vibrato appuyé, pour l'improvisation collective, Claude Luter a complètement évolué au contact de Sidney Bechet, notamment au saxophone soprano qu'il pratique depuis 1960.
En France, il est l'un des représentants les plus significatifs du revival du Jazz Nouvelle-Orléans.
En 1999, il est invité pour la célébration du centenaire de la naissance de Sidney Bechet à La Nouvelle-Orléans.
Il meurt à l'âge de 83 ans le 6 octobre 2006 à Poissy. Il est crématisé au Père-Lachaise et ses cendres sont remises à la famille.
Son fils Eric Luter, trompettiste, continue dans la voie de son père en se produisant très souvent lors de concerts de jazz ainsi qu'avec le groupe Triocéphale qu'il a fondé avec des amis musiciens. Il a joué et chanté Boris Vian pour le cinquantième anniversaire de la mort de l'écrivain-musicien, à la médiathèque de Charleville-Mézières en 2009. Il était aussi au programme du Caveau de la Huchette.

## Discographie

### Claude Luter et ses Lorientais
- Pimlico (1947)
- Riz à la créole (1949)

### Avec Sidney Bechet
- Moulin à café (1950) - Promenade aux Champs-Élysées (1951) - Ghost of the Blues - 12th street rag (1952)
- Pleyel Concert (janvier et mars 1952)
- Olympia Concert (décembre 1954)

### Claude Luter et son orchestre
- Terre promise - Pucier, paddock ou plumard - Comme un air de jazz (1957)
- Djibouti - Dadeedah blues - Chevaux de bois - Charleston - Smile - Chicago (1958)

- Jazz sur la Croisette (compilation avec Claude Luter lors du festival de Jazz en juillet 1958) - (INA Mémoire vive / Abeille Musique)
- The pearl(1979)

### Claude Luter quartet
- Créole jazz - Saint-Germain dance (1959)
- Réincarnation rag - Danger blues (1960)

### Avec Barney Bigard
- Swinging Clarinets (1960)

### En duo avec René Franc
- The Sidney Bechet Legacy (1980)

### 33 tours30cmClaude Luter et son orchestre
Label Mode Mdint 9130 (mono) ;
- Face A : Muskrat Ramble (en) / Tin Roof Blues (en) / Jazz me Blues / Basin Street Blues / Tiger Rag (en) /
- Face B : Twelfth Street Rag (en) / Royal Garden Blues (en) / Wabash Blues (en) / St. Louis Blues / When the Saints Go Marching In /

Musiciens : Claude Luter (clarinette), Pierre Dervaux (trompette), Christian Guérin (trombone), Jean-Claude Pelletier (piano), Roland Bianchini (basse), Poumy Arnaud (batterie) ;
Enregistré à Buenos Aires en 1957 lors de la tournée de Claude Luter et son orchestre en Amérique du Sud.

### CDPuisque vous partez en voyage
Claude Luter et son orchestre, 2001, Blue Moon.
- Frotti frotta (Luter)
- The blues that my naughty sweethart gave me
- New Orleans voice (Luter)
- That's a plenty
- More time Papa
- Puisque vous partez en voyage (Mireille)
- Old-fashioned love
- Jungle blues (Ellington)
- Rose of the Rio Grande
- Danger Blues (Luter)
- Mandy make up your mind
- Passport to paradise (Bechet)
- Dans les rues d'Antibes (Bechet)